# Jaśkiwci
Jaśkiwci (pol.  Jaśkowce) – wieś na Ukrainie, w obwodzie chmielnickim, w rejonie derażniańskim.

## Dwór
Do 1918 r. znajdował się we wsi parterowy dwór, kryty dachem czterospadowym, wybudowany w 1770 r. przez Tomasza Bernatowicza. Od frontu portyk z czterema kolumnami podtrzymującymi  trójkątny fronton. Obok oranżeria. Obiekt zniszczony i ograbiony w 1917 r.

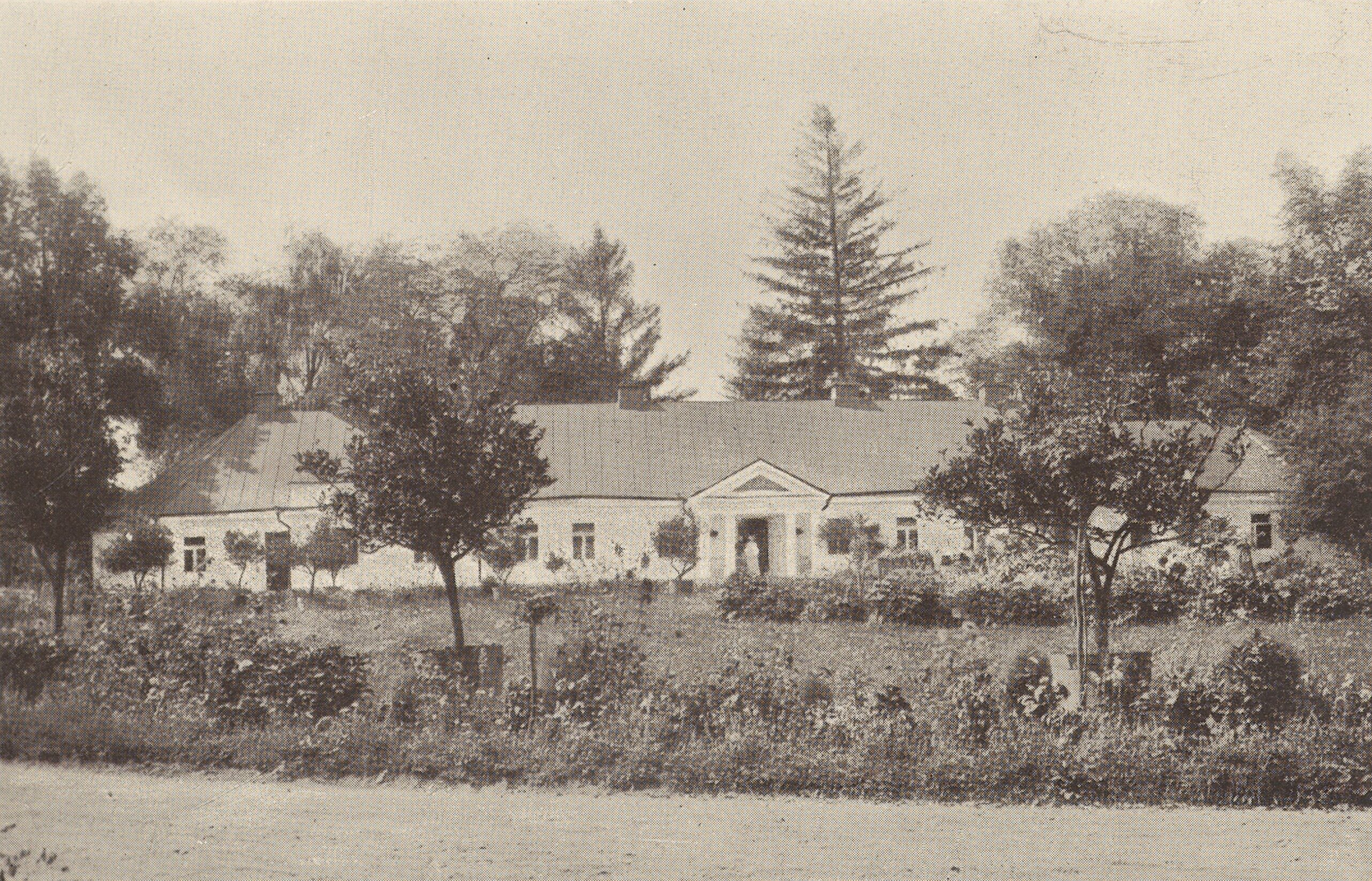
Dwór w Jaśkowcach (1911)